# 프란시스코 바스케스 데 코로나도
프란시스코 바스케스 데 코로나도 (Francisco Vázquez de Coronado, 1510년 ~ 1554년 9월 22일)는 1540년에서 1542년 사이 지금의 멕시코, 그 당시의 뉴스페인에서 출발하여 미국 남서부 지역을 포함하여 지금의 캔자스주 지역을 원정팀을 이끌고 탐험한 스페인의 정복자(콩키스타도르)이다. 바스케스 데 코로나도의 탐험 목적은 시볼라(Cibola)라고 불리는 도시를 찾는 것이었다. 뉴멕시코에는 시볼라(Cibola) 라고 부르는 도시를 포함해서 7개의 도시가 보석과 금으로 장식된 부유한 도시라는 소문이 떠돌았었다. 원정 과정에서 그의 원정팀의 일부가 그랜드 케니언을 가장 먼저 본 유럽사람이 되었다. 그의 원정팀은 주니(Zuni) 푸에블로 인디언이 살고 있던 하위쿠를 거쳐 리오그란데 강에 도달했고 이름해 지금의 켄자스 지역까지 답사했으나 소문으로 들은 황금의 도시는 실제로 존재하지 않는 도시라는 결론을 얻고 1500마일의 원정을 실패로 마치고 뉴 스페인(New Spain:지금의 멕시코)으로 돌아갔다.

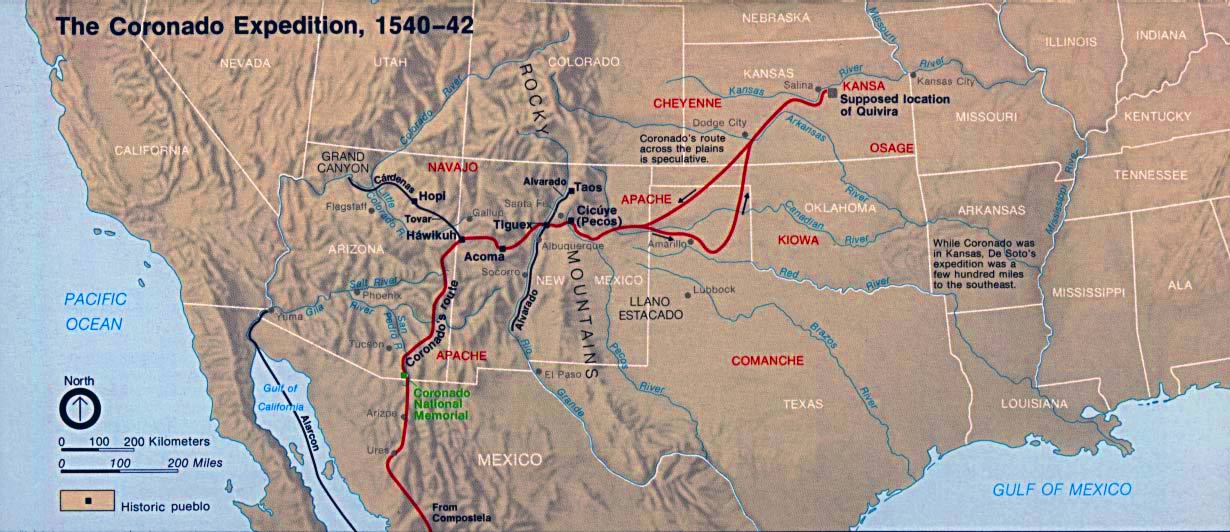
코로나도의 원정 지도 (1540-1542)

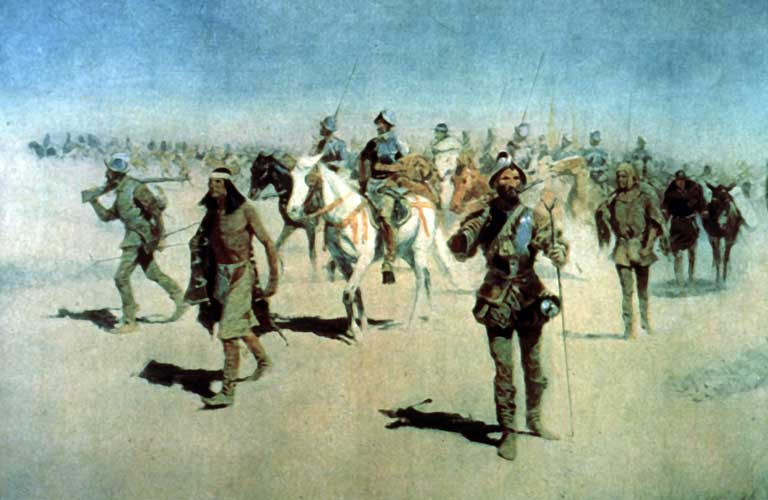
코로나도의 북으로 향한 원정(유화:레밍턴)

## 코로나도의 원정

### 원정의 동기
판필로 데 나바에즈(Panfilo de Narváez)원정대는 플로리다주에서 시작하여 리오그란데강까지를 탐험하려고 했으나 텍사스주를 거쳐오는 동안 피해를 입어 멕시코시티까지 오는 동안 살아 남은 사람은 알버뉴네즈 카베자 데 바카를 포함한 4사람뿐이었다. 그들은 지금의 뉴멕시코주에 해당되는 지역에 황금으로 장식된 부유한 여러 도시가 있다는 소문을 인디언으로부터 들었다고 전했다. 뉴스페인의 총독 안토티오 멘도자(Antonio Mendoza)는 누에바 갈리시아(Nueva Galicia)지방을 맡아 다스리는 코로나도에게 원정팀을 구성해서 소문으로 들은 시볼라의 일곱(7) 황금 도시가 있는 곳을 찾아서 코로나도의 통치구역에 넣도록 하라는명을 내렸다. 이 당시 스페인 본국의 황제 카를 5세는 새로운 인디언 땅을 원정 하되 무차별적인 공격이나 약탈은 금하는 새법령을 내려 인디언과의 마찰을 최소화 하려고 했다.

### 주니 인디언과 호피 인디언
코로나도는 250명의 기마병, 80명의 보병, 1000명의 인디언과 수천두의 말, 소, 양을 이끌고 누에바 갈리시아의 수도인 컬리아칸(Culiacán)에서 1540년 봄에 출정했다. 소규모의 전방 수비대를 앞세우고 북상하여 7월에는 하위쿠(Hawikuh )란곳에 도달해서 주니 푸에블로(Zuni Pueblo)를 만나게 되었다. 인디언과 스페인 군인사이에 싸움이 일어났고 총과 갑옷으로 무장하고 말을 타고 싸우는 스페인군인들은 손 쉽게 주니 인디언 수십명을 죽이고 마을을 점령했다. 원정팀은 더 북상해서 호피(Hopi)인디언과도 접전해서 호피 푸에블로도 쉽게 점령했다.

### 콜로라도강 탐색
코로나도는 주니 푸에블로를 점령한 다음 그곳 하위쿠에 머물어 있으면서 작은 탐색대를 북상시켜 탐색 활동을 계속하게 했다. 탐색대는 콜로라도강과 그랜드 캐니언을 발견했다. 유럽사람으로는 최초로 그랜드 캐니언을 본 기록이 됐다.

### 페코스/리오그란데강 탐색
코로나도가 하위크에 머물러 있는 동안 그를 보좌하던 헬난도 데 알바라도(Hernando de Alvarado)를 보내어 동부지역을 탐색하게 하였다. 주니 푸에블로를 방문했던 페코스(Pecos) 푸에블로 인디언 사람의 안내를 받아 알바라도의 탐색대는 지금의 앨버커키(Albuquerque)와 버나리요(Bernalillo)가 있는 곳에 와서 리오그란데강 주변에 티와(Tiwa)어를 쓰는 10여개의 푸에블로 인디언 마을을 보게 되었다. 강을 따라 북상하여 타오스(Taos)푸에블로를 방문하고 안내하던 인디언 사람의 마을 페코스(Pecos)푸에블로를 방문한 다음 텍사스 경계지역 평원으로 가서 아메리카들소 (버펄로 들소:American Bison/Buffalo)를 보기도 했다. 지금의 뉴멕시코 리오그란데 강가 버나리요 지역으로 돌아와서 머물었고 주니에 있던 코로나도 원정대도 이곳으로 합류했다. 지금의 버나리오 서쪽에 있던 티웨쉬(Tiguex) 푸에블로 지역을 코로나도 원정대의 본거지로 삼고 1940-1941년 겨울을 지나게 되었다. (지금의 코로나도 사적지에서 남쪽이다)

### 티웨쉬 전쟁
티웨쉬(Tiguex)[발음:TEEwesh]전쟁은 미 대륙에서 인디언과 유럽인 사이에서 1540년 겨울에 일어난 전쟁이다. 인디언과 유럽인 사이 전쟁으로서 이름이 지어지고 역사 기록에 오른 전쟁으로는 최초의 전쟁이다. 코로나도원정대 소속인 알바라도 원정대와 지금의 버나리오(앨버커키 북쪽에 있음) 근처에 거주한 티웨쉬 푸에블로 인디언 사이에 마찰로 말미암아 일어난 전쟁이다. 스페인 군인들이 티웨쉬 인디언에게 겨울을 지내는 데 필요하다고 담요 300장을 달라고 요구하여 불화가 시작되었는데 스페인 군인이 인디언 여자를 강간하는 사건이 생겼다. 인디언은 그 보복으로 스페인 원정대가 소유한 말 40-60마리를 죽이자 전쟁이 터졌다. 전쟁에서 잡힌 인디언 30명을 불에 태워 죽이는 화형에 처하였고 열세에 몰린 푸에블로 인디언은 마을을 버리고 주민을 이끌고 메사 언덕 위로 대피하고 진을 쳐서 방어작전으로 들어갔다. 모호(Moho)라고 부른 메사 언덕위 요새 위에서 스페인 군인의 공격을 80일간은 막아 냈으나 물과 식량이 떨어지자 항복 할 수밖에 없게 되었다. 전쟁에 참여한 인디언 남자는 전원 사살되었고 여자들은 노예가 됐다.

### 캔자스 원정
1541년 봄 코로나도는 지금의 캔자스주 지역에 있는 퀴비라(Quivira) 란 곳에 문명이 발달한 부유한 도시가 있다는 인디언 안내자의 말을 믿고 원정을 나섰다. 대평원에 이르러 무리를 지어 사는 아메리카들소 (버펄로 들소:American Bison/Buffalo)를 발견하고 그곳 퀴비라 인디언을 만나지만 부유한 도시가 있다는 것이 헛소문이란것을 알고 안내한 인디언을 교수형으로 죽이고 리오그란데 강 강가의 티웨쉬로 돌아와서 1541-42년 겨울을 지내고 4월 코로나도 원정대는 철수해서 뉴스페인(지금의 멕시코)으로 돌아갔다. 코로나도의 원정은 이렇게 실패로 끝났다.